# ساقي نامه
الساقي نامه هي نوع من قصائد المثنوي في بحر المتقارب ذات نبرة ونغمة ملحمية حسب لدهخدا، حيث يخاطب الشاعر ساقيًا [الإنجليزية] ويطرح موضوعات تذكر بالموت وتعبر عن عدم ثبات الحياة الدنيوية، بالإضافة إلى النصيحة والمشورة والحكمة وما إلى ذلك. اشتهرَت في الشعر الفارسي والتركي العثماني، وعلى الرغم من أن هذا النوع من الشعر مرتبط بقصائد الخمرية الأخرى بسبب ذكر الريح والكأس، فإن الشرطين لكونه مثنويًا وسرده في سياق مماثل يجعلانه نوعًا خاصًا بين القصائد الفارسية، والروح الفلسفية والأخلاقية والصوفية الخاصة لهذا النوع من الشعر تختلف بوضوح عن الموضوعات العادية لقصائد الخمرية الأخرى.
على سبيل المثال، تختلف الساقي نامه عن المغني نامه والخمريات. المغني نامه مُوجهة للمغني وهي دعوة وتشجيع له على الغناء والإنشاد. وتُسمَّى القصائد المكتوبة في وصف الخمر بالخمريات (مثل خمريات رودكي ومنوشهري. وقد دخلت الخمريات إلى الفارسية من قصائد الخمريات العربية).